# Brønshøj-Husum

Stadsdelen in de gemeente Kopenhagen 2007-heden:
A: Indre By
B: Østerbro
C: Nørrebro
D: Bispebjerg
E: Brønshøj-Husum
F: Vanløse
G: Valby
H: Vesterbro/Kongens Enghave
I: Amager Vest
J: Amager Øst

Brønshøj-Husum is een stadsdeel van de Deense gemeente Kopenhagen. Het district heeft een oppervlakte van 8,73 km² en een bevolking van 40.491 inwoners (2011).

## Ligging
Het district ligt in het noordwesten van Kopenhagen met als aangrenzende gebieden:
- In het oosten Bispebjerg
- In het noorden Gladsaxe en Herlev, buiten de gemeente Kopenhagen
- In het westen Rødovre, buiten de gemeente Kopenhagen
- In het zuiden Vanløse

## Geschiedenis
Brønshøj-Husum is een rustige buitenwijk, voornamelijk ontwikkeld rond de twee oude dorpen Brønshøj en Husum. 
In het district bevinden zich volgende gebieden:
Brønshøj
- Bellahøj

Husum
- Tingbjerg

Sinds de hervorming van de stad in 2006–2008 is Kopenhagen officieel verdeeld in tien districten of stadsdelen (bydele): Indre By, Østerbro, Nørrebro, Vesterbro/Kongens Enghave, Valby, Vanløse, Brønshøj-Husum, Bispebjerg, Amager Øst en Amager Vest.
Amager Øst · Amager Vest · Bispebjerg · Brønshøj-Husum · Indre By · Nørrebro · Valby · Vanløse · Østerbro · Vesterbro/Kongens Enghave